# Rada Akbar
Rada Akbar (em pastó: رادا اکب  </link> ر; nascida em 1988) é uma artista conceitual e fotógrafa nascida no Afeganistão. O foco do seu trabalho artístico tem sido denunciar a opressão das mulheres e pedir ao mundo que veja a força das mulheres afegãs através das suas obras de arte e retratos fotográficos. Ela foi escolhida como uma das 100 mulheres mais influentes do mundo pela BBC em 2021.

## Biografia
Rada Akba nasceu em 1988 no Afeganistão, durante a Guerra Soviético-Afegã que durou de 1978 a 1992. Na infância, ela passou muito tempo em um porão para evitar bombas. A família morou no Paquistão por seis anos.
Em 2013, ela começou a trabalhar como fotógrafa freelancer e a montar mostras de arte moderna em Cabul. De 2018 a 2021, Rada organizou a exposição "Supermulheres" (ou "Abarzanan"), para comemorar o Dia Internacional da Mulher. O projeto "Supermulheres" apresentou obras de arte - incluindo vestidos primorosamente confeccionados - vestidos que representam poetisas, alpinistas, apresentadoras de televisão, membros da realeza, políticas e musicistas que ganharam destaque na cultura patriarcal do Afeganistão.
Em 2021, ela recebeu o Prêmio Prince Claus Seed. Em setembro de 2021, ela foi uma das pessoas evacuadas pelo governo francês depois que o Talibã voltou ao poder no Afeganistão e antes da fuga dos militares americanos. Ela foi transferida de ônibus da embaixada francesa para o aeroporto e chegou a Paris, onde teve que ficar em quarentena devido à COVID-19.
Seu trabalho fez parte da exposição coletiva de 2022, Before Silence: Afghan Artists in Exile (Depois do Silência: Artistas afegãos no exílio), da PEN America's Artists at Risk Connection e da Art at a Time Like.